# Département Tandjilé Ouest
Das Département Tandjilé Ouest ist ein Département im Südwesten des Tschad. Es liegt im westlichen Teil der Provinz Tandjilé, die Hauptstadt ist Kélo. Beim Zensus im Jahr 2009 wurden 423.576 Einwohner gezählt.
Im Jahr 2012 wurde das Département Tandjilé Centre aus dem Département Tandjilé Ouest ausgegliedert.

## Verwaltungsuntergliederung
Das Département ist in sechs Unterpräfekturen unterteilt:
- Kélo
- Dafra
- Dogou
- Batchoro
- Bologo
- Kolon